# بخش کیسو

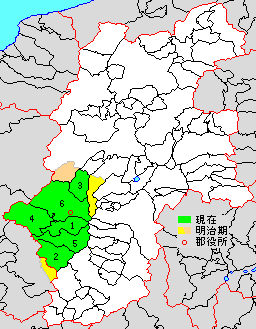

ناحیه کیسو (به ژاپنی: 木曽郡، Kiso-gun)، یک ناحیه در استان ناگانو در ژاپن است.